# Nicole Barandun

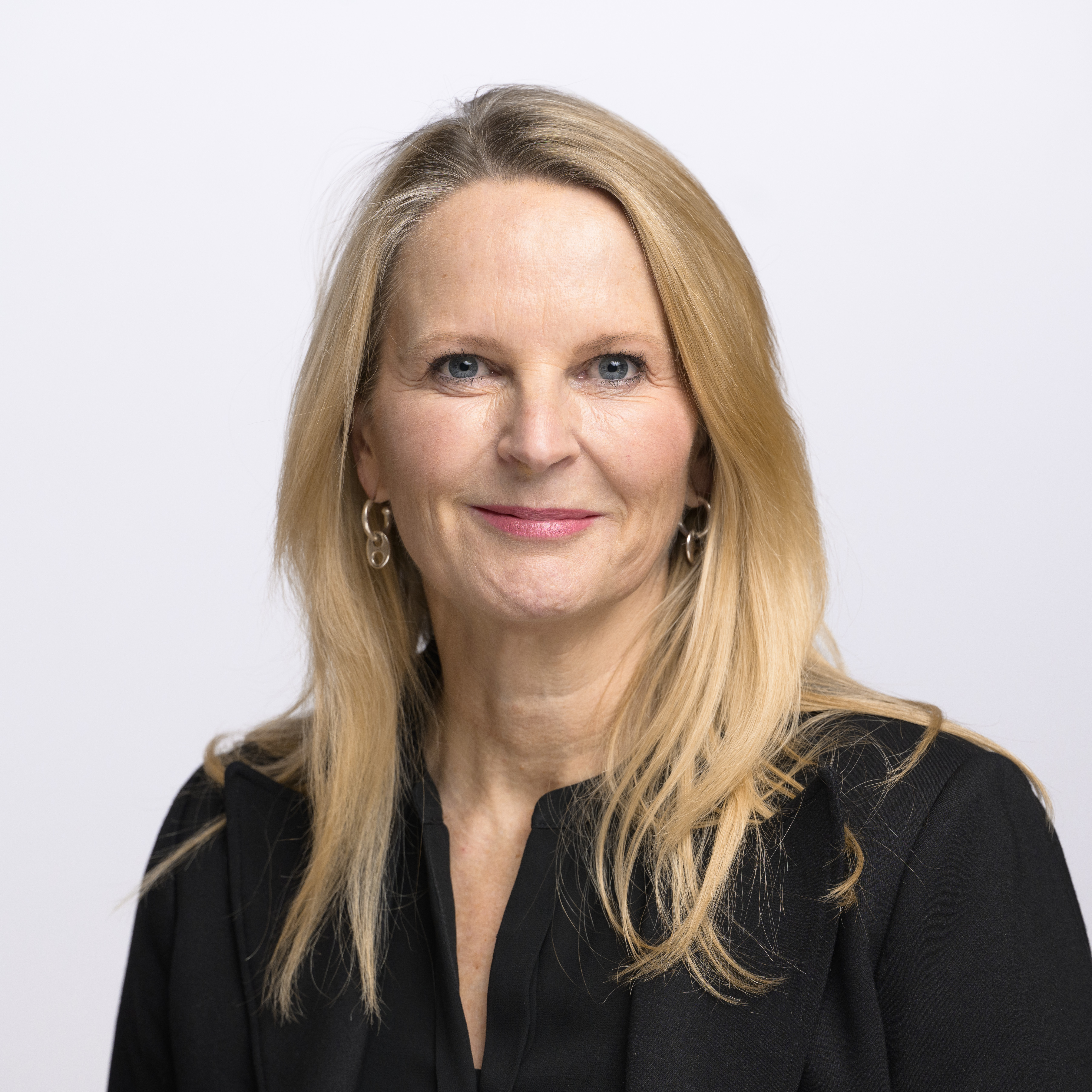
Nicole Barandun, 2023

Nicole Barandun, auch Nicole Barandun-Gross (* 25. April 1968; heimatberechtigt in Feldis/Veulden und Freiburg) ist eine Schweizer Politikerin (Die Mitte, bis 2021 CVP). Sie wurde bei den Parlamentswahlen 2023 im Kanton Zürich in den Nationalrat gewählt. Dem Kantonsrat gehörte sie von 2008 bis 2011 an.

## Ausbildung und Beruf
Barandun wuchs im Zürcher Quartier Enge auf und studierte Rechtswissenschaften an der Universität Zürich. Sie ist Rechtsanwältin im Advokaturbüro Barandun. Daneben ist sie Verwaltungsrätin der Sparhafen Genossenschaft und der Sparhafen Bank, Aufsichtsrätin der Sozialversicherungsanstalt Kanton Zürich (SVA) sowie Präsidentin bzw. Vizepräsidentin des Gewerbeverbandes der Stadt bzw. des Kantons Zürich. Ehrenamtlich ist sie Stiftungsrätin der Stiftung Bauen und Wohnen SBW Zürich sowie der Stiftung Zürcher Volkshochschule.

## Politik
Barandun ist Mitglied der Christlichdemokratischen Volkspartei (CVP), seit 2021 Die Mitte sowie deren Präsidentin im Kanton Zürich. Für die CVP wurde sie 2008 in den Kantonsrat gewählt, die Wiederwahl misslang 2011. Im Oktober 2019 kandidierte sie für den Ständerat. Bei den Wahlen am 22. Oktober 2023 wurde sie in den Nationalrat gewählt. Im Nationalrat gehört sie der Begnadigungs-, der Gerichts- und der Sicherheitspolitischen Kommission an.

## Privates
Barandun ist Mutter von drei Kindern und mit dem Rechtsanwalt Nicolà Barandun verheiratet. Sie wohnt im Zürcher Quartier Fluntern.

## Belege
1. ↑  nicole-barandun.die-mitte.ch: Persönliches. (Stand: Dezember 2023)
2. 1 2 3  Nicole Barandun auf der Website der Bundesversammlung(Eingereichte Vorstösse) (Stand: Dezember 2023)
3. 1 2  nicole-barandun.die-mitte.ch: Berufliches. (Stand: Dezember 2023)
4. 1 2  nzz.ch: Die den Böen trotzt. (21. September 2019, abgerufen am 28. Dezember 2023)

| Personendaten    | Personendaten                         |
| ---------------- | ------------------------------------- |
| NAME             | Barandun, Nicole                      |
| ALTERNATIVNAMEN  | Barandun-Gross, Nicole                |
| KURZBESCHREIBUNG | Schweizer Politikerin (CVP/Die Mitte) |
| GEBURTSDATUM     | 25. April 1968                        |